# MZ Водолея
MZ Водолея (лат. MZ Aquarii) — одиночная переменная звезда в созвездии Водолея на расстоянии (вычисленном из значения параллакса) приблизительно 3205 световых лет (около 983 парсеков) от Солнца. Видимая звёздная величина звезды — от +10,8m до +10,4m.

## Характеристики
MZ Водолея — красная пульсирующая полуправильная переменная звезда типа SRB (SRB) спектрального класса M. Эффективная температура — около 3295 К.